# Moussa Sène Absa

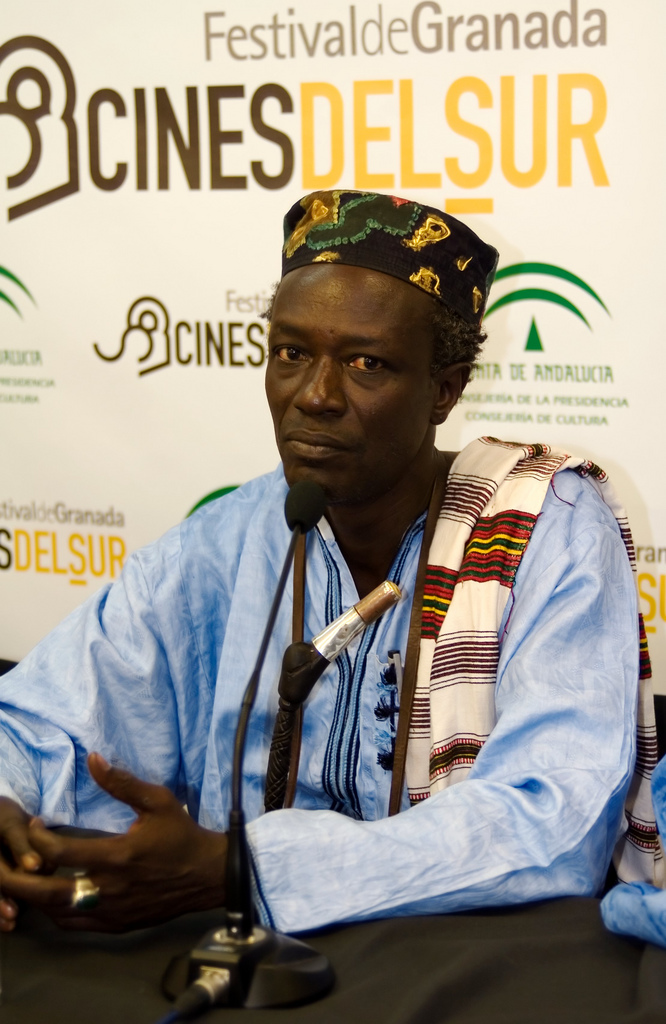
Moussa Sene Absa (2007)

Moussa Séne Absa, mit bürgerlichem Namen Moussa Sène, wurde  1958 in Dakar, der Hauptstadt des  Senegal, geboren. Er ist ein senegalesischer Filmemacher, Schauspieler, Drehbuchautor, Regisseur und Produzent. Er arbeitet auch als Maler und Komponist.

## Biografie

### Frühe Karrieren
Moussa Sène Absa hatte eine Laufbahn zunächst am Theater. Er wurde zuerst Schauspieler am Theater und arbeitet dann als Theaterregisseur  Er schrieb das Stück "Die Legende von Ruba", das sein erstes Werk als Regisseur wurde.

### Werdegang als Filmregisseur
Als Filmemacher machte er seine ersten Schritte als Regisseur mit dem Kurzfilm Le Prix du Mensonge (Der Preis der Lüge) im Jahr 1988. Der 20-minütige Film erzählt die Geschichte von zwei afrikanischen Brüdern, die in der Region Paris in Frankreich leben, mit unterschiedlichen Lebensstandards und Hindernissen.
Außerdem schrieb er das Drehbuch für den Film Les Enfants de Dieu, der sogar auf dem Festival du Film Francophone de Fort-de-France geehrt wurde.
Moussa ist noch lange nicht am Ende. Sein ikonischer Film Tableau Ferraille gewann 1997, zwei Jahre nach der Veröffentlichung, den Preis für die beste Kamera beim FESPACO. Ebenfalls 2003 wurde der Spielfilm Madame Brouette bei den Internationalen Filmfestspielen Berlin mit dem Silbernen Bären ausgezeichnet. Seine Sketche mit dem Titel Goor Goorlu (400 Stücke von je ca. 5 Minuten Länge) waren bei der senegalesischen Bevölkerung sehr erfolgreich.

## Filme
- 1988 : Le Prix du mensonge
- 1990 : Ken Bugul
- 1991 : Entre nos mains ; Jaaraama ; Set Setal
- 1992 : Moolan
- 1993 : Offrande à Mame Njare
- 1994 : Ça twiste à Poponguine ; Yalla yaana[1]
- 1995 : Tableau Ferraille[2]
- 1998 : Jëf Jël ; Tableau ferraille
- 2001–2003: Góor-góorlu
- 1999 : Blues pour une diva
- 2001 : Ainsi meurent les anges
- 2002 : Madame Brouette[3]
- 2004 : L'Extraordinaire destin de Madame Brouette (Madame Brouette)
- 2004 : Ngoyaan, le chant de la séduction
- 2007 : Téranga Blues
- 2010 : Yoole[4]
- 2015: Sangomaar[5]
- 2022 : Xalé[6]

## Preise und Auszeichnungen
- 1988 gewann er den silbernen Tanit bei den Karthage Film Days mit dem Kurzfilm The Prix du Mensonge
- 1997 gewann er den Preis für das beste Foto bei FESPACO für seinen Film Tableau Ferraille.
- 2003 gewann der Spielfilm Madame Brouette mit dem Silbernen Bären einen Preis bei den Internationalen Filmfestspielen Berlin.